# Geranium kauaiense
Espèce
Statut de conservation UICN

 CR B1ab(i,ii,iii,v)+2ab(i,ii,iii,v) : 
En danger critique
Geranium kauaiense est une espèce de géranium endémique de l'île de Kauai à Hawaï. On estime qu'il ne reste plus que 120 individus matures de cette espèce.